# Ottmaring (Friedberg)

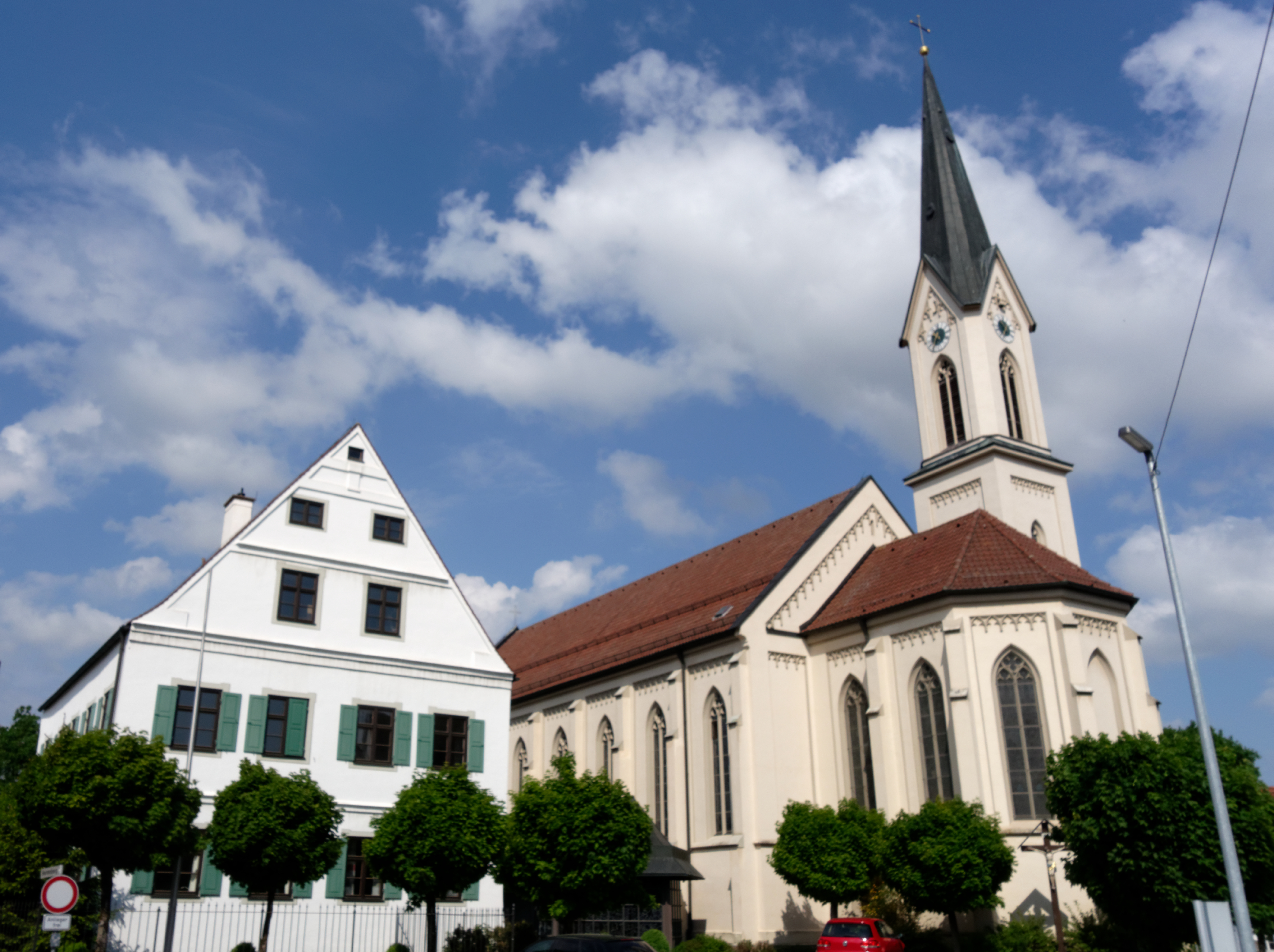
Pfarrhof und Kirche St. Michael

Ottmaring ist einer von 14 Stadtteilen von Friedberg im Landkreis Aichach-Friedberg. Der Ort hat etwa 1060 Einwohner und liegt ungefähr zwei Kilometer südöstlich von Friedberg am Paardurchbruch.
Im Jahre 1856 beschrieb der Ottmaringer Pfarrer Johann Peter Ring das Pfarrdorf folgendermaßen:

„Eine halbe Stunde südöstlich von Friedberg liegt das freundliche, an einen sanften Hügel gelehnte Pfarrdorf Ottmaring. Das ganze Thal durchschlängelt das kleine Flüsschen, die Paar genannt. Auf der Höhe des Hügels liegt die, von Morgen gegen Abend ganz frei stehend und in mäßiger Entfernung vom Pfarrhaus und dessen Nebengebäuden eingeschlossen“

## Geschichte

### Antike und Mittelalter
Frühgeschichtliche Funde belegen, dass sich bereits vor über 4000 Jahren Menschen in der Gegend um Ottmaring dauerhaft niedergelassen haben, der Ort selbst entstand wohl im 6. Jahrhundert, wobei der Name auf die Siedlung eines bajuwarischen Stammesältesten namens Ot(h)mar hindeutet.
Die erste urkundliche Nennung des Pfarrsitzes Ottmaring befindet sich im ältesten Salbuch des Herzogtums Bayern, welches auf das Jahr 1240 datiert ist. Dort sind unter dem Amt Dachau zwei herzogliche Höfe und eine Hube zu „Othmaringen“ mit ihren jährlichen Abgaben an den Herzog niedergeschrieben: insgesamt drei Schweine, zehn Gänse, 30 Hühner, 300 Eier, Roggen und Hafer. Die gleichen Abgaben mussten laut dem Salbuch des Herzogs Ludwig des Strengen im Jahr 1280 unter dem Amt Aichach abgegeben werden. In der ersten Hälfte des 13. Jahrhunderts wurde die Grundlage der Pfarrkirche gebaut, welche von einem Mauerring umgeben war.
In der Nähe der Kirche befand sich auch eine kleine Burg, deren Sitz die Aresinger als herzogliche Dienstmannen innehatten. Diese Burg wurde jedoch 1462 im Markgrafenkrieg zusammen mit 16 anderen Dörfern im Raum Friedberg zerstört, allerdings nicht wieder aufgebaut.

### Frühe Neuzeit
Wahrscheinlich infolge des Markgrafenkrieges, wurden im 15. und 16. Jahrhundert umfangreiche Umgestaltungen an der Pfarrkirche vorgenommen: Das Gotteshaus wurde erhöht und vergrößert. Im Jahre 1704 drangen die Engländer und Holländer nach Bayern ein, durch diese wurden größere Teile von Ottmaring niedergebrannt. Der Pfarrhof wurde dabei komplett zerstört, die Kirche blieb unbeschädigt. Etwa zehn Jahre später wurde das Ottmaringer Pfarrhaus neben der Kirche im Barockstil erbaut.

### Moderne
Im Jahre 1796 gab es weitere Zerstörungen im Ort durch Brände während der Revolutionskriege. Keine 50 Jahre später, zehn Jahre nach der Renovierung der Kirche und des Pfarrhauses, gab es einen Großbrand in Ottmaring, durch welchen etwa ¾ des Dorfes und die gesamte Ernte verbrannt wurden. Der damalige Pfarrer Johann Peter Ring beschrieb dieses Ereignis mit folgenden Worten:

„Diese und die nächstfolgende Generation von Ottmaring werden sich erinnern des 26. Juli 1841. Wucherisch greift das wüthende Element um sich, bald rechts, bald links springend. Die großen Scheunen des Pfarrhofes stehen in hellen Flammen aber auch schon die entferntesten letzten Häuser des Ortes sind ein Raub des nichts schonenden Elements“

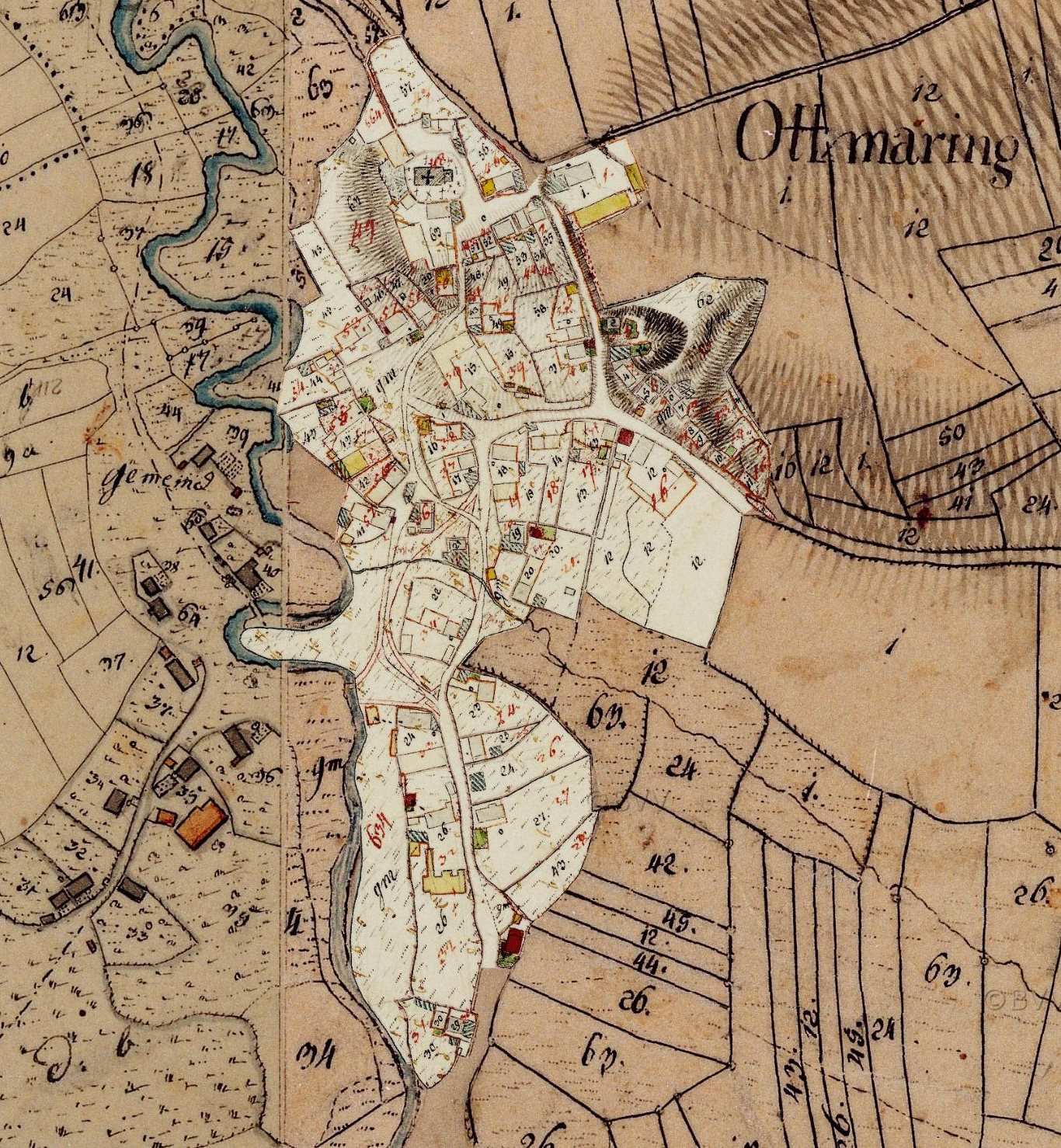
Karte von Ottmaring aus dem 19. Jahrhundert, Auszug einer Uraufnahme

Auch 1865 gab es einen Großbrand, welcher den Wirtschafts- und Pfarrstadel und den Kirchturm mit den sich darin befindlichen Glocken zerstörte.
Deshalb wurde auf Wunsch der Bewohner sieben Jahre später im Juli 1872 die Freiwillige Feuerwehr gegründet. Im Jahre 1881 wurde der Neubau der Kirche eingeweiht. Das alte Gebäude wurde trotz Bemühungen der Pfarrei, wenigstens den Chor und das Langhaus zu erhalten, wegen der Beschädigungen der vorherigen Brände abgerissen.
In den Folgejahren des Zweiten Weltkrieges wurden in Ottmaring einige Vereine gegründet, wie die Theatergruppe, die Schützengilde und der Sportverein Ottmaring. Im Jahre 1967 wurde das ökumenische Lebenszentrum errichtet und ein Jahr später die Johann-Peter-Ring-Volksschule eröffnet. Auch Ottmaring wurde von Eingemeindungen betroffen: Am 1. Juli 1971, 1. Januar 1972 und 1. Juli 1972 wurden die bis dahin selbstständigen Gemeinden Rohrbach, Rinnenthal und Bachern in die Gemeinde eingegliedert, bis Ottmaring selbst mit allen Ortsteilen am 1. Mai 1978 in die Stadt Friedberg integriert wurde.

## Vereine

### Freiwillige Feuerwehr Ottmaring
Die Freiwillige Feuerwehr Ottmaring wurde im Juli 1872 zusammen mit der Feuerwehr Rederzhausen gegründet und trat bereits einen Monat später dem bayerischen Landesfeuerwehrverband bei.
Die Feuerwehr gliedert sich in vier Bereiche: Die aktive Mannschaft, die Jugendfeuerwehr, die passiven Mitglieder und die Fördermitglieder. Zurzeit beteiligen sich etwa 40 Personen an der aktiven Mannschaft und 16 Jugendliche in der Jugendfeuerwehr, bei welcher auch die Freiwilligen Feuerwehren in Rederzhausen und Hügelshart teilhaben.

### Sportverein Ottmaring
Der SV Ottmaring wurde am 14. Juni 1952 gegründet, 1974 wurde das Sportheim eröffnet. Der Verein betreibt zurzeit fünf Abteilungen: Fußball, Ski und Snowboard, Tischtennis, Gymnastik und Stockschützen und erhielt bereits fünf Gütesiegel des Bayerischen Fußball-Verbandes.
Weiterhin wird vierteljährlich eine Altpapiersammlung in Ottmaring, Rederzhausen und Hügelshart durch den Verein durchgeführt. Der Erlös der Veranstaltung kommt dem Verein und dem Sportheim zugute.

### Schützengilde Ottmaring-Rederzhausen-Hügelshart
Die Schützengilde Ottmaring-Rederzhausen-Hügelshart setzt sich aus Mitgliedern der drei Ortschaften Ottmaring, Rederzhausen und Hügelshart zusammen. Sie wurde durch den auch ersten Schützenmeister Georg Mayr gegründet, als Interesse bestand, im Ort einen eigenen Schützenverein zu gründen. Mitte September 1951 wurde eine erste Versammlung mit Interessierten einberufen und kurze Zeit später, am 29. September, fand die erste ordentliche Mitgliedersitzung statt.
Es gibt verschiedene Mannschaften für die Luftpistole und das Luftgewehr, allerdings auch Angebote für Jugendliche.

### Theatergruppe Ottmaring
Die Theatergruppe Ottmaring wurde 1949 gegründet, in dem Jahr, in dem auch das erste Theaterstück „Friede den Menschen“ gespielt wurde. Anfangs wurde in einem Ottmaringer Gasthaus gespielt, bis der Theaterverein 1975 in die örtliche Schulturnhalle umzog.
Die Theatergruppe sieht ihre Aufgabe allerdings „nicht nur darin, ihr Publikum alljährlich mit abendfüllenden Theateraufführungen in Ottmaring zu unterhalten. Sie leistet darüber hinaus auch ihren Beitrag zum kulturellen Geschehen in Friedberg, wo sie sowohl Theaterstücke aufführte als auch seit 1998 das Altstadtfest „Friedberger Zeit“ mit passenden Darbietungen unterstützt.“

## Besonderheiten

### Ökumenisches Lebens- und Begegnungszentrum
Das Ökumenische Lebenszentrum wurde am 23. Juni 1968 in Ottmaring eingeweiht. Es bestand zunächst aus vier Häusern und entwickelte sich bis heute zu einer ökumenischen Siedlung mit 120 ständigen Bewohnern. Diese Siedlung wurde in gemeinsamer ökumenischer Arbeit von der evangelischen Bruderschaft vom Gemeinsamen Leben und der katholischen Fokolarbewegung geschaffen.

### Kindergarten „Heilige Familie“
Der katholische Kindergarten „Heilige Familie“ wurde 1975 durch eine Elterninitiative geöffnet, zurzeit sind 75 Plätze in drei Gruppen genehmigt, welche Kinder zwischen 4 und 6 Jahren betreuen. Außerdem ist eine Kinderkrippe integriert, bei welcher Kinder unter drei Jahren Platz finden.
Das Einzugsgebiet der Einrichtung ist Ottmaring, Rederzhausen, Hügelshart, Rinnenthal, Bachern, Rohrbach und Eurasburg, auch eine Busverbindung ist verfügbar.

### Johann-Peter-Ring-Grundschule
Die früher als Johann-Peter-Ring-Volksschule bekannte Bildungseinrichtung wurde 1968 eröffnet und ersetzte die alte Schule in der Dorfmitte. Durch Verkleinerung der Schule fielen die Klassen oberhalb der vierten Jahrgangsstufe weg und aus der ehemaligen Volksschule wurde eine Grundschule. Das Einzugsgebiet dieser Schule sind die umliegenden Dörfer Rederzhausen, Hügelshart, Bachern und Rohrbach, unterrichtet wird in jahrgangsgemischten Klassen: 1/2 und 3/4.

### Kirche St. Michael
St. Michael ist eine neugotische Kirche, welche in heutiger Form 1881 errichtet wurde.
Die Pfarrgemeinde Ottmaring besitzt neben der Ottmaringer Kirche noch zwei Filialkirchen in Rederzhausen und Hügelshart und ist Teil der Pfarreiengemeinschaft Ottmaring, zusammen mit den Pfarreien Bachern, Paar und Rehrosbach (Eurasburg).

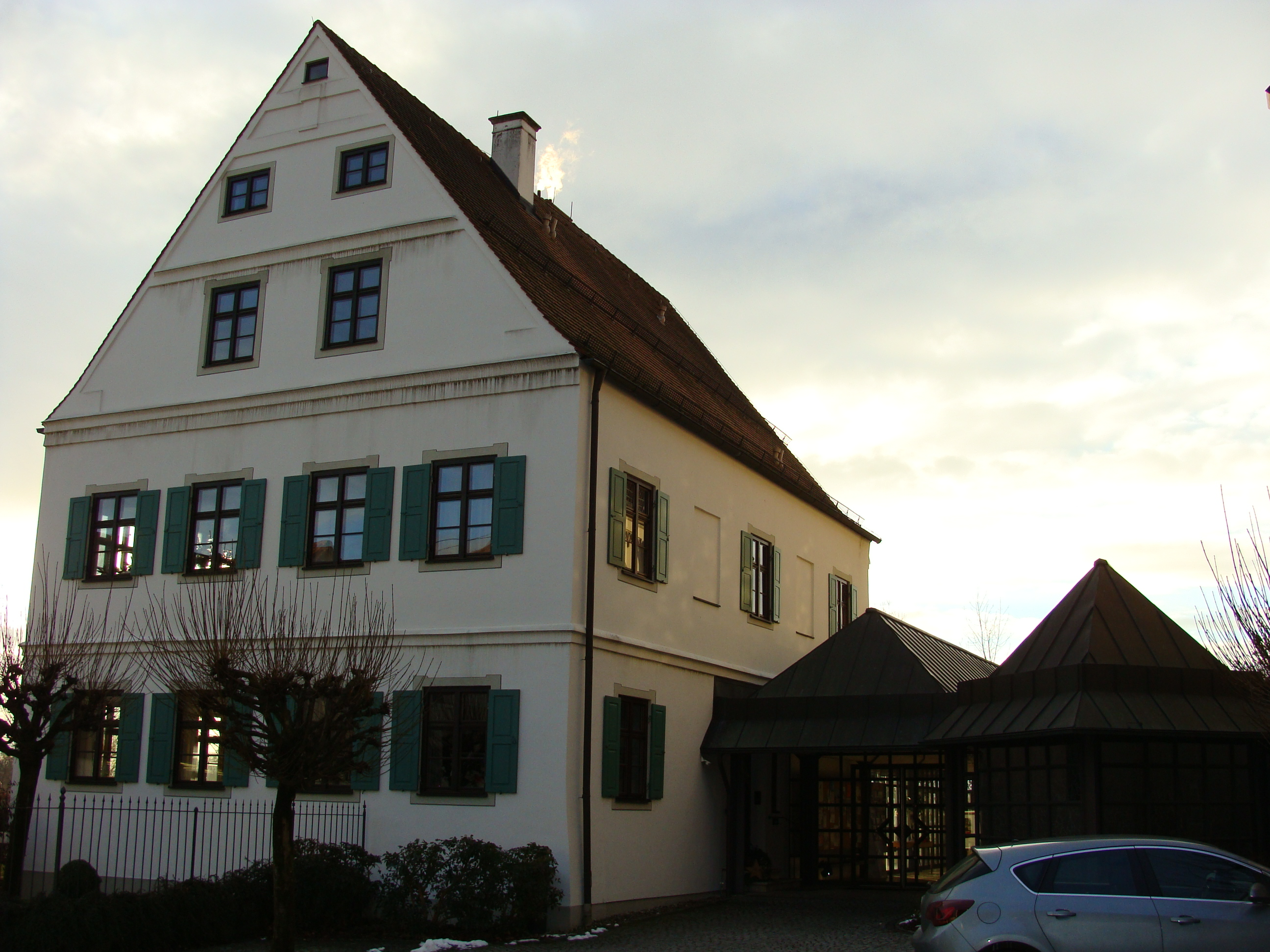
Ottmaringer Pfarrhaus

### Pfarrhaus
Das Pfarrhaus in Ottmaring, welches zwischen 1710 und 1720 errichtet wird, ist ein geschütztes Baudenkmal.

### Kriegerdenkmal

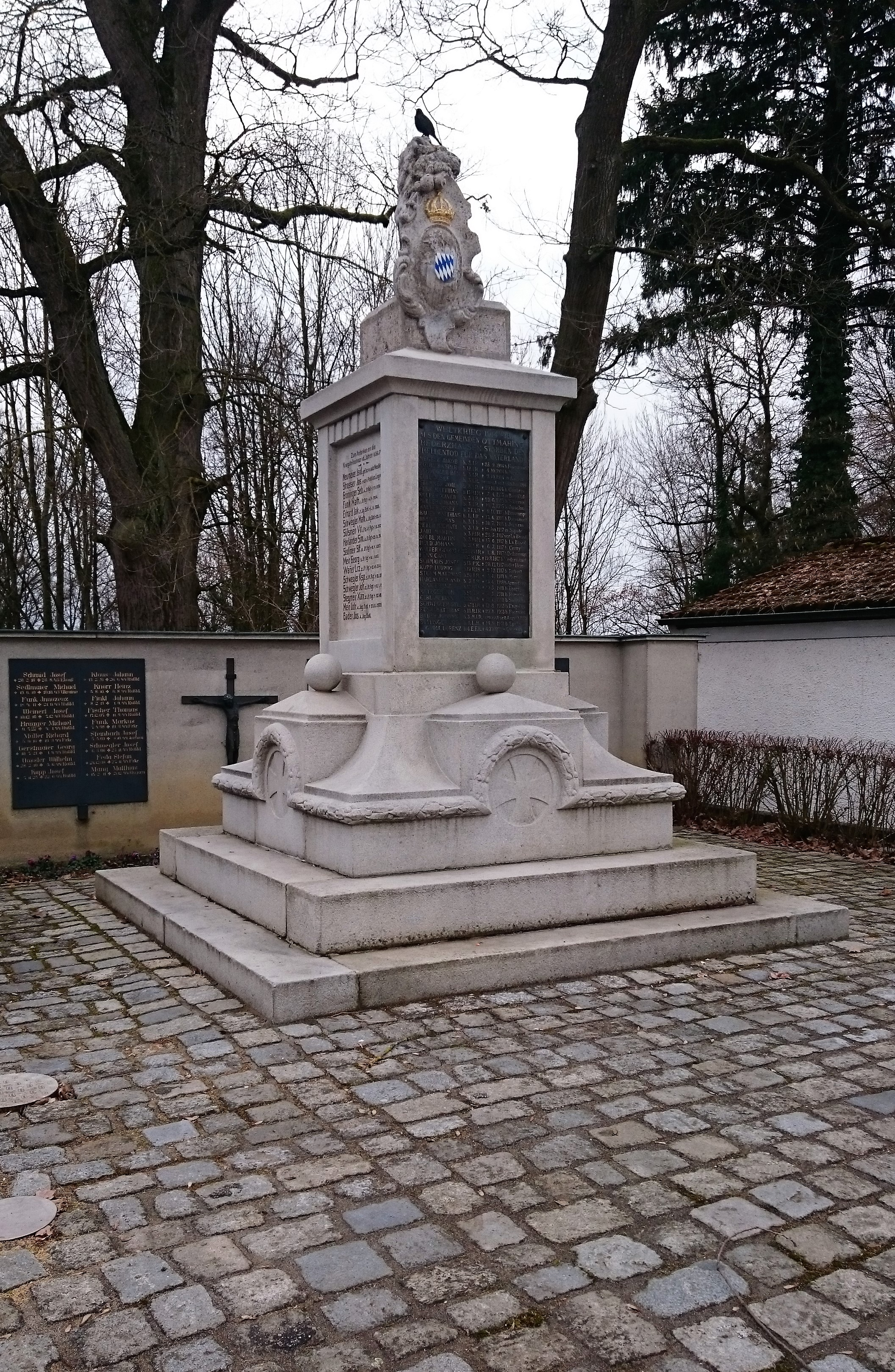
Das Denkmal

Das Kriegerdenkmal in Ottmaring wurde errichtet, um den Soldaten der ehemaligen Gemeinden Ottmaring und Rederzhausen, die im Ersten und Zweiten Weltkrieg gestorben sind, zu gedenken.

### Paardurchbruch
In der Nähe von Ottmaring verlässt die Paar das Flussbett des Lechs nach Nordosten und mündet später bei Vohburg in die Donau.
Vor etwa 10.000 Jahren war der Unterlauf der Paar die Friedberger Ach und der heutige untere Teil hatte seine Quelle bei Ottmaring, bis diese die Friedberger Ach, ermöglicht durch rückschreitende Erosion, anzapfen konnte.